# Guillermo Nguema Ela
Guillermo Nguema Ela Mangue Ndong (ur. 1953) – polityk z Gwinei Równikowej.
Studiował inżynierię lądową w Związku Radzieckim. Po zamachu stanu z sierpnia 1979 włączony do aparatu administracyjnego, zajmował początkowo pomniejsze funkcje. W 1982 mianowany ministrem gospodarki i planowania jak również krajowym delegatem do Afrykańskiego Banku Rozwoju. W 1985 przeniesiony na stanowisko ministra finansów, które zajmował do 1986. W związku z domniemaną próbą zamachu stanu przeciwko prezydentowi Nguemie Mbasogo w tym samym roku został skazany na dwa lata i cztery miesiące więzienia. Ułaskawiony w 1987. 
Powrócił do pracy w rządzie, w 1993 powołany został na stanowisko prezydenckiego doradcy do spraw gospodarczych, krótko później otrzymał tekę ministra skarbu. Przeszedł do opozycji, znalazł się wśród założycieli Fuerza Demócrata Republicana (FDR, 1995). Zmuszony do emigracji politycznej, przez pewien czas przebywał w Gabonie (1997). Na zlecenie gwinejskich władz został, wraz z innym prominentnym działaczem partyjnym, porwany i przewieziony do ojczyzny, następnie zaś aresztowany. Został zwolniony dopiero w wyniku nacisków gabońskiego rządu oraz Komisji Praw Człowieka ONZ.
Podejmował próby zalegalizowania działalności FDR, w wyniku czego został skazany na dwa lata więzienia za obrazę głowy państwa. W 2002 znalazł się wśród skazanych na kary wieloletniego więzienia za próbę zorganizowania zamachu stanu. Otrzymał łącznie 14 lat więzienia, miał być również poddawany torturom. Zwolniony w 2008, powrócił do aktywności politycznej, jako przywódca FDR. W 2015 nałożono nań areszt domowy, co w praktyce wyeliminowało go z czynnego życia politycznego.